# Catedral de la Natividad de Nuestra Señora (Baeza)
La Catedral de la Natividad de Nuestra Señora es la catedral renacentista de Baeza, provincia de Jaén, España. Fue la sede del obispado de Jaén desde 1227 hasta que la sede episcopal se trasladó a Jaén en 1249. Se ubica en la plaza de Santa María, donde se encuentran entre otros monumentos la Fuente de Santa María y las Casas Consistoriales Altas.
Se erige, según tradición histórica, en el solar de la antigua mezquita mayor o aljama de la ciudad, consagrada en el año 1147 para el culto cristiano por mandado del rey Alfonso VII bajo la advocación de San Isidoro. De nuevo mezquita poco tiempo después, no será hasta que el rey Fernando III reconquiste definitivamente la ciudad en 1227, cuando el edificio sea definitivamente consagrado como templo cristiano con el título de la «Natividad de Nuestra Señora». Entre las catedrales andaluzas donde aún se celebra el culto católico es la de más larga trayectoria histórica.
Desde 1931 está catalogada como Bien de Interés Cultural con la calificación de «monumento». Forma parte del conjunto monumental renacentista de Baeza, que junto con el de Úbeda, fue declarado Patrimonio de la Humanidad por la Unesco en 2003.

## Construcción

### Primeras obras
El elemento constructivo más antiguo del edificio es el cuerpo inferior de la torre-alminar; es de forma cúbica y maciza y tiene unos pequeños fustes de piedra caliza en sus tres aristas visibles. De la misma época se conservan también en la torre tres arcos islámicos, cegados y ocultos, en el paramento situado inmediatamente bajo las cubiertas de las naves. Estos elementos se pueden fechar en torno al siglo XI, por su similitud con otros edificios contemporáneos y por ser éste un siglo de pacificación en Andalucía, y por tanto el único período en que se pudieron acometer obras de esta envergadura.
Hacia fines del siglo XIV, bajo el pontificado del obispo Rodrigo Fernández de Narváez, se levanta un nuevo cuerpo sobre el descrito más arriba, según consta en inscripción adosada a la cara norte de la torre. Al mismo período gótico deben de pertenecer las arcadas del claustro con sus capillas mudéjares, que según tradición se encuentra emplazado en el lugar donde se hallaba el patio de la mezquita.
En 1529 comienza la edificación de una nueva catedral plateresca de tres naves y bóvedas de crucería, que acabó desplomándose en el año 1567. Durante esos años, y bajo la dirección de Ginés Martín de Aranda, se reedifica la torre en 1545 y se construye la capilla de San Miguel en 1560.

### La catedral renacentista
Finalmente, gracias al mecenazgo del obispo Francisco Delgado López se dispone su reconstrucción, y el diseño del nuevo templo quedó bajo la dirección de Andrés de Vandelvira, el más prestigioso arquitecto renacentista de la comarca. De este modo irrumpe en el edificio el nuevo estilo arquitectónico, que no obstante respeta los antiguos pilares y bóvedas góticas de la cabecera que, junto al muro axial, no se habían desplomado.
A la muerte de Vandelvira en 1575 le sucede en la dirección de las obras Cristóbal Pérez, y desde 1584 el jesuita Juan Bautista Villalpando. Se culmina finalmente la construcción del templo en 1593 bajo la dirección de Alfonso Barba.
En 1714 se concluyó su custodia procesional, una de las más destacadas de España y la principal pieza de orfebrería del patrimonio catedralicio. En 1755 la catedral sufrió daños debido al terremoto de Lisboa, de forma que se derrumbó parte del muro junto a la puerta de la luna y se quebró una piedra de la bóveda de la capilla mayor.
El cuerpo renacentista original de la torre se derrumbó en el siglo XIX. Sus restos fueron demolidos y un chapitel de pizarra vino a cubrir el volumen inferior de construcción islámica. La actual fábrica renacentista de la torre fue edificada de nuevo hacia 1960.

## Exterior
El exterior del edificio tiene una imagen severa y poco homogénea. La fachada principal se orienta al norte, donde se encuentra la plaza de Santa María, y se accede a una monumental puerta por una lonja de triple acceso. La portada fue trazada por el jesuita Juan Bautista Villalpando en 1587. Consta de dos cuerpos, en el inferior, flanquean la puerta pilastras pareadas de orden corintio separadas por sendas hornacinas; el superior, entre pináculos y dos pilastras similares a las inferiores, dispone en el centro de un relieve monumental con la escena de la Natividad de la Virgen, obra del también jesuita Jerónimo del Prado que se inspiró en una obra del pintor italiano Federico Zuccaro.
La fachada que se extiende desde la puerta hacia el este fue construida en la primera mitad del siglo XVI. Presenta ventanas renacentistas y contrafuertes con remates flamígeros. Al otro lado de la puerta, se encuentra un arco apuntado con puntas de diamante y en que se halla una capilla renacentista con una escultura de la Virgen. En este lugar se encontraba una puerta de estilo gótico. Las ventanas superiores de este lado de la fachada fueron edificadas en el último cuarto del siglo XVI, y forman una triple ventana con dos huecos adintelados y de medio punto el central; están rematadas con un frontón cerrado. Estas cuatro ventanas, así como las cinco del muro sur, fueron restauradas en 1957, incluyendo vidrieras con escudos de eclesiásticos y laicos relacionados con Baeza. Las que se encuentran en la cabecera del templo presentan, igualmente, vidrieras con la heráldica de personajes de la época, como, el papa Pío XII, el obispo Félix Romero Mengibar, el gobernador civil Fernando Coca de la Piñera, el alcalde Fernando Viedma, el ministro José Antonio Girón de Velasco y el dictador Francisco Franco, la presencia de estos últimos ha ocasionado polémica a raíz de la promulgación de la Ley de Memoria Histórica.
La fachada oeste se encuentra unida a la torre pero son independientes en su construcción y en ella se encuentran los elementos más antiguos de la catedral, sin incluir la sección inferior de la torre. En esta fachada se ubica la «puerta de la luna» o de san Pedro Pascual, obra de estilo mudéjar del siglo XIII. La construcción de la puerta es un arco de herradura lobulado y apuntado y con una moldura románica en su intradós, el alfiz es un rebaje en el muro. Sobre la puerta aparece un rosetón gótico con puntas de diamante, hojas y cabezas, que fue construido en el siglo XIV. Encima del rosetón se encuentra un arco lobulado y apuntado de reducidas dimensiones que alberga una lauda sepulcral con un relieve de un obispo revestido de pontifical con mitra y báculo pastoral, igualmente, existe una inscripción que hace referencia al obispo de Jaén, san Pedro Pascual, que en 1300 fue martirizado por los musulmanes en el Reino nazarí de Granada, cuyos restos reposan, desde el siglo XVIII, en el retablo del altar mayor de la catedral, por encima del manifestador. Anteriormente, se encontraban bajo el mismo altar mayor.

«Sepulcrum Domini Petri Nicolay natione Valensis Dei et Apostolicæ Sedis gratia Episcopi Gienensis. Anima ejus requiescat in pace. Amén»
Lectura de la inscripción de la lauda realizada en 1646 por Martín Ximena Jurado.

La fachada sur presenta una traza irregular, en ella se encuentra una portada gótica de doble arco carpanel, la «puerta del Perdón» que da acceso al claustro catedralicio, fue construida a finales del siglo XV. El arco superior está adornado con cardinas y rematado con un florón de clave pinjante, mientras que el arco inferior esta cortinado entre dos haces de pequeñas columnas. Sobre la puerta se encuentra un alero con mucho vuelo que consta de diez hiladas formadas por siete ladrillos alternando rojos y blancos y tres tejas.
|                              |
| Puerta de san Pedro Pascual. |

|                    |
| Puerta del Perdón. |

|                          |
| Portada de la Natividad. |

|                         |
| Vista desde la muralla. |

### Torre

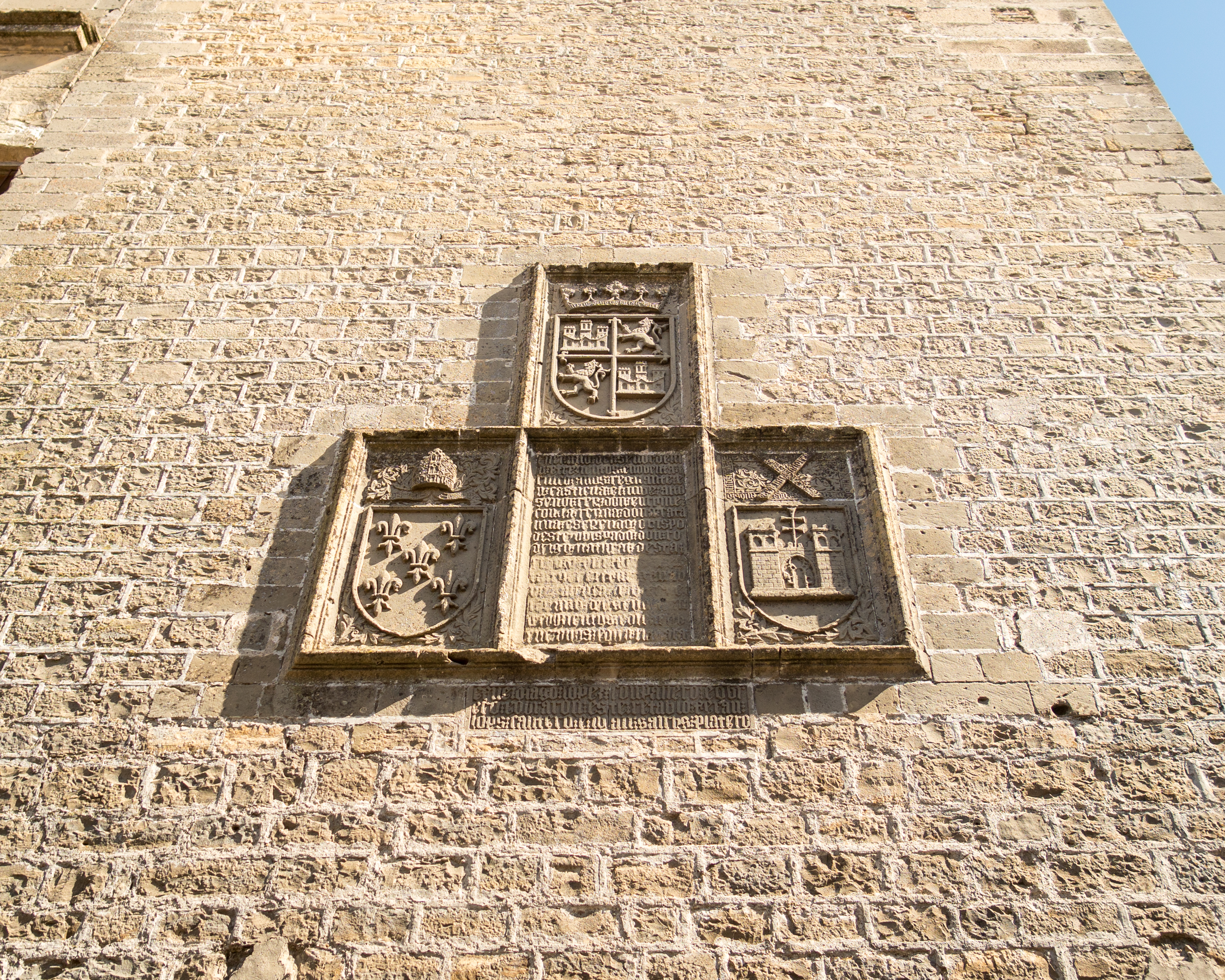
Escudos en la torre

Se ubica en el extremo noroeste del edificio, siendo en su origen alminar de la mezquita. Presenta planta cuadrada y en las aristas aparecen fustes de granito. En 1395 se edificó una torre sobre la base del alminar. Esta primitiva construcción se renovó en el siglo XVI, quedando en la actualidad, únicamente, una lápida con caracteres góticos que forma un retablo heráldico con los escudos de Castilla y León, de Baeza y del obispo Rodrigo Fernández de Narváez. Entre 1832 y 1862 la torre se arruinó, por lo que se inició su reconstrucción que finalizó en el siglo XX con un proyecto realizado por el arquitecto Francisco Prieto Moreno.

## Interior

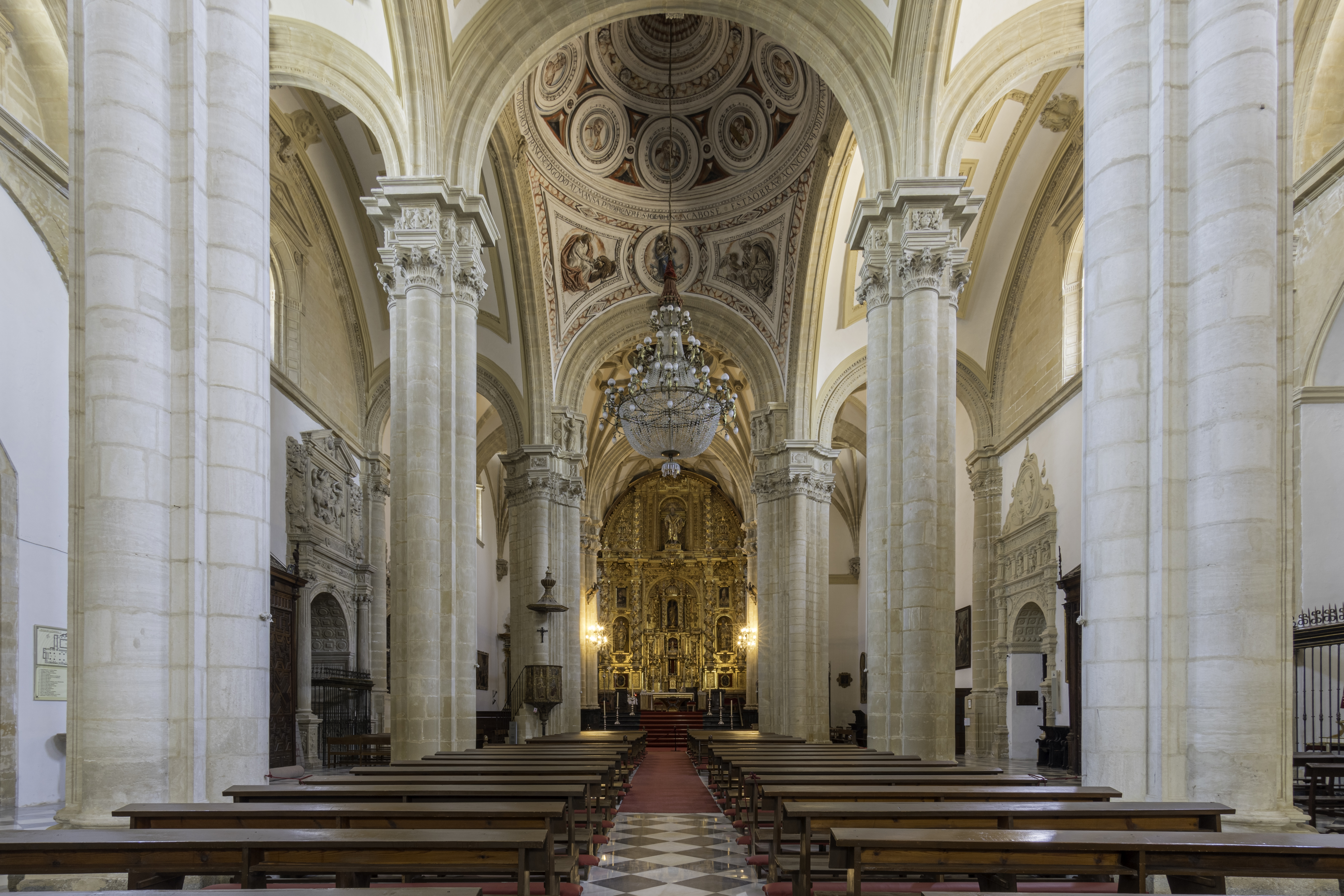
Vista de la nave central

El templo tiene tres naves. Su fábrica renacentista está cubierta con bóvedas vaídas decoradas con relieves de yeserías; mientras que son de tracería gótica las bóvedas de los dos tramos de la cabecera que sobrevivieron al derrumbe de 1567. Los pilares de estos tramos cuentan con columnas adosadas de capiteles platerescos con motivos grutescos, rematadas en cimacios decorados con cartelas.
Los pilares orientales del crucero renacentista, que unen esta estructura a una bóveda de crucería, sostienen un entablamento clásico cuyo friso se decora con cariátides. Cumple la función de salvar la diferencia de altura entre la menor flecha de los arcos de medio punto renacentistas y la mayor de los arcos ojivales de la cara opuesta.
La gran bóveda vaída que cubre el crucero comprende un abovedamiento en semiesfera rebajada, decorado con relieves italianizantes en tondos; mientras que las pechinas que lo sostienen despliegan, bajo la misma influencia estética, relieves de los cuatro evangelistas. A la vez, entre las pechinas este y oeste encontramos sendos tondos con las imágenes respectivas de san Francisco de Asís y de la Virgen madre en la versión usada como sello por el cabildo catedral baezano.
Pese a la sucesión de distintos maestros en su construcción, la catedral es una pieza espléndida que guarda el sello inconfundible de Vandelvira, y en la que se advierten acentos e influencias de Diego de Siloé en ciertas decoraciones.

### Altar Mayor

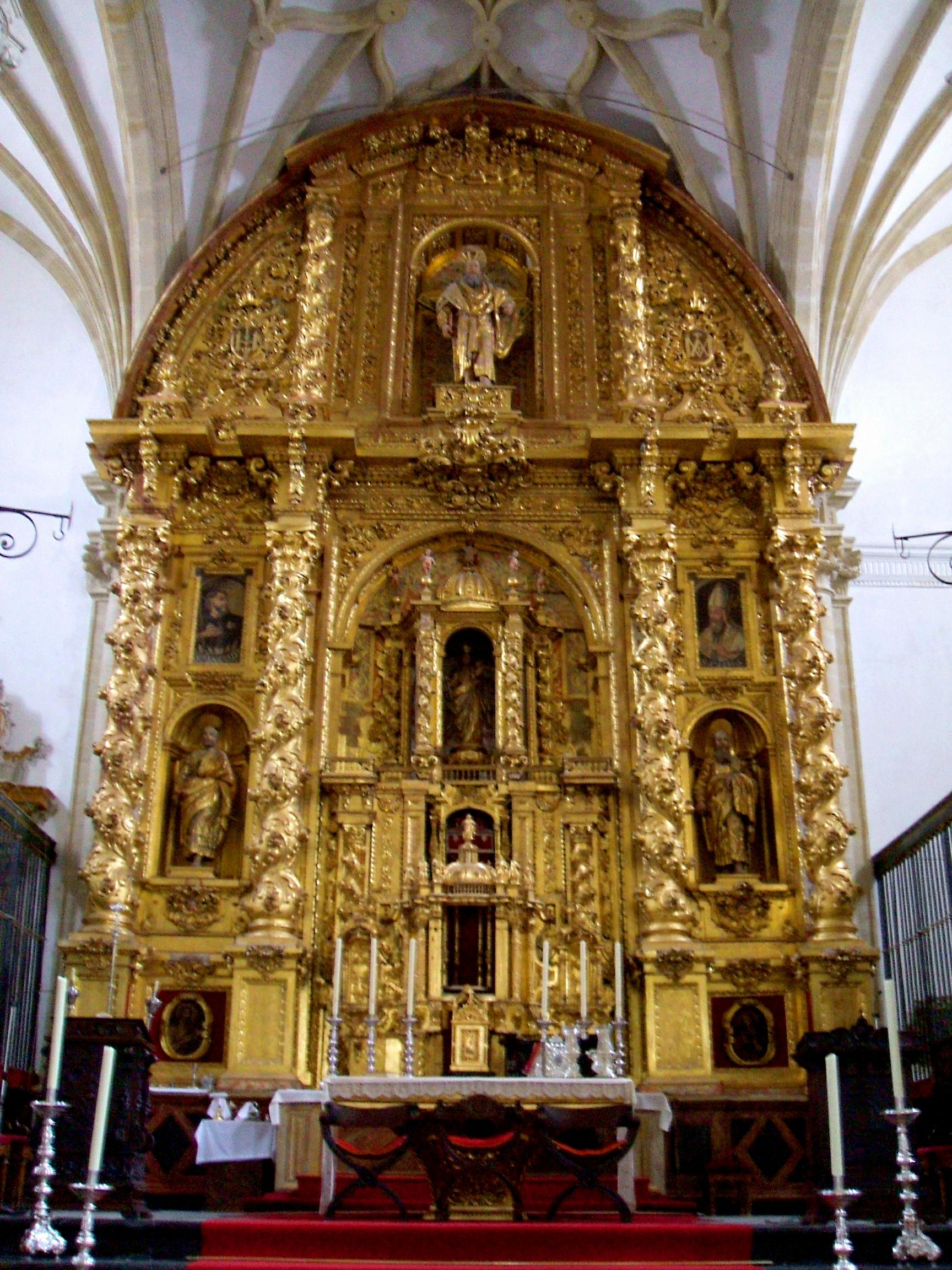
Retablo del Altar Mayor

La preside un gran retablo barroco tallado por Alonso Rosillo en 1619 o por Manuel del Álamo, como consta en un asiento de 1674 en las Actas Capitulares: «Se acepta una planta trazada por el maestro de escultor y ensamblador Manuel del Álamo para el retablo mayor de la catedral de Baeza». Fue dorado por Manuel Pancorbo en 1741.
Consta de dos cuerpos y tres calles separadas por columnas salomónicas, en las calles laterales se disponen dos hornacinas con dos tallas de san Pedro y san Pablo y sobre estas sendas pinturas de san Jacobo y san Eufrasio. En el centro se encuentra el manifestador con la urna relicario que contiene los restos de san Pedro Pascual. Sobre este, una hornacina con la Virgen de los Mártires, imagen antigua descubierta en las excavaciones de Baeza de 1633. El cuerpo superior está presidido por una talla de san Andrés enmarcada entre pilastras y columnas salomónicas.

### Capillas
Capilla de santa Cecilia, junto a esta, en el muro del pie del templo, se encuentra el lienzo de san Cristóbal.
 Capilla de san Francisco de Asís.
Capilla de san Juan de Ávila. Presenta un retablo barroco en el que se encuentra una pintura de san Juan de Ávila obra de Francisco Huete en 2017. La pintura representa al santo orando ante la Virgen con un crucifijo entre las manos momentos antes de predicar en la Catedral de Baeza. Sobre él, un ángel porta una custodia del siglo XVI que actualmente se conserva en la iglesia de El Salvador de Baeza.
 Capilla del Cristo de los Emigrantes, se ubica junto a la puerta lateral.
Capilla de Santiago o de la Anunciación, se ubica en el lado del evangelio, junto a la puerta de la Natividad. Fue construida a finales del siglo XVI con tendencia manierista, está enmarcada por columnas de capitel compuesto, sobre el friso se representa a Santiago Matamoros en un relieve. Está rematado por un frontón partido a cuyos lados existen escudos heráldicos. En su interior, se encuentra el cuadro La Anunciación obra del pintor Juan Esteban en 1635. Bajo el cuadro, hay tres tablas, entre las que destaca por su calidad la de san Jerónimo.
Capilla de San José, de influencia vandelviriana, fue construida hacia 1540 formando un arcosolio. En el interior se encuentra una pintura de san José y un relieve policromado de la Anunciación. Las pilastras se decoran con altorrelieves san Pablo y San Pedro en la parte inferior y dos cariátides en la superior. Esta rematada en ático presidido por una escultura de la Virgen con el Niño. A ambos lados se encontraban sendos ángeles, faltando actualmente el de la derecha, apoyado en un escudo, el de la izquierda, con la inzscripción «Esta Capilla es de A. del Puerto».
Capilla de San Miguel o de los Arcedianos, de acusada influencia vandelviriana, fechada en 1560, esta policromada. Presenta pilastras en las que se abren cuatro hornacinas con las imágenes de Santiago el Mayor (desaparecida) y san Pedro a la izquierda, mientras que a la derecha se encuentran san Francisco de Asís y san Pablo. En el intradós del arco se representan figuras simbólicas de las siete virtudes y en las enjutas, dos figuras femeninas que sostienen carteles con los nombres de Diego Luca y Francisco de Herrera, fundadores de la capilla. En la parte superior un relieve del Descendimiento y en el frontón uno del Padre Eterno.
Capilla de san Agustín o de los Quesada, se ubica en el testero del templo, fundada en 1412 por Pedro Díaz de Quesada, III Señor de Garcíez, para ser retranqueada con la ampliación del templo. En 1773 fue reformada completamente. A continuación, se encuentra la Capilla Mayor.

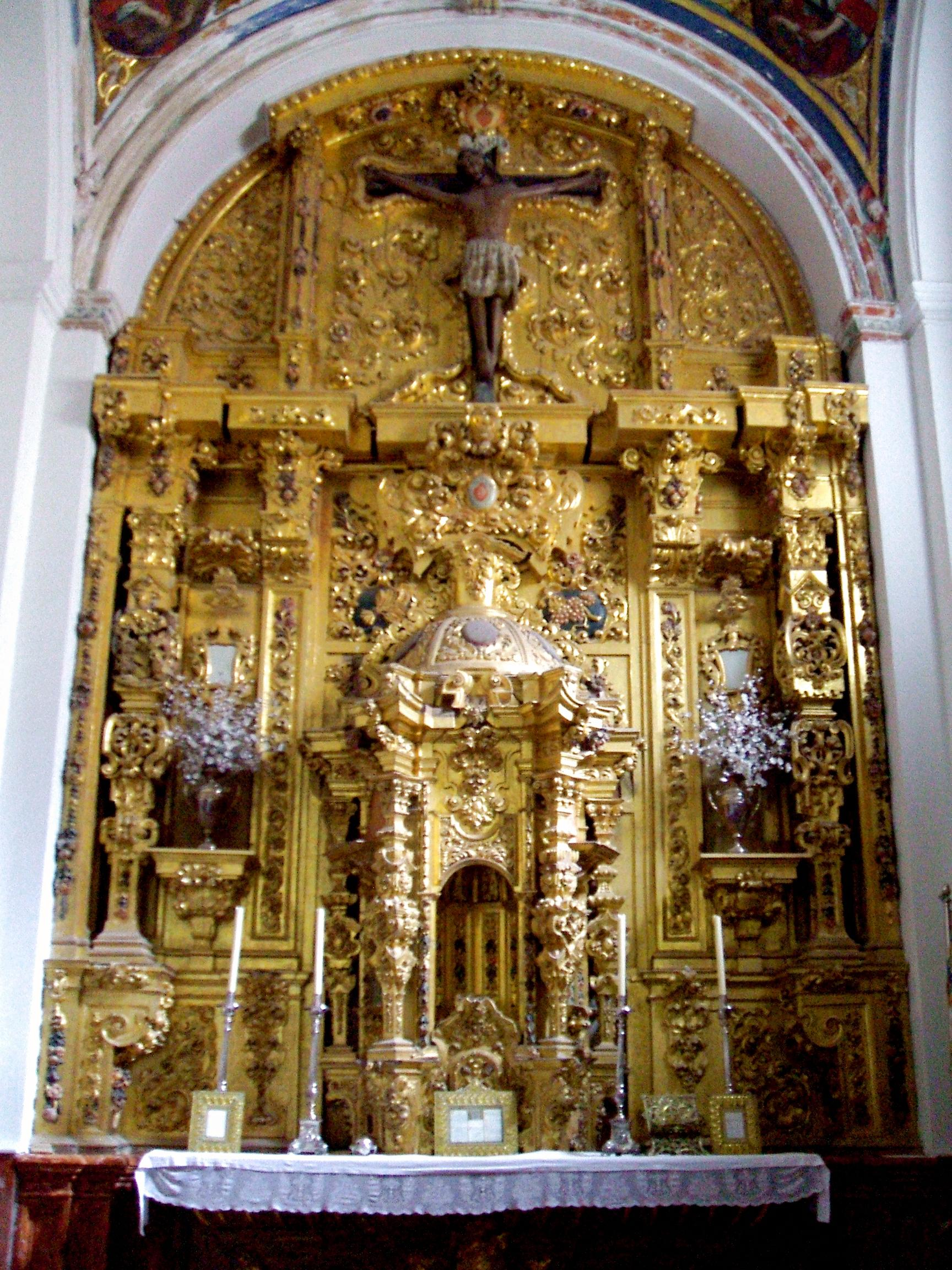
Retablo de la capilla del Sagrario

Capilla del Sagrario, situada al otro lado de la Capilla Mayor, está cerrada por una reja plateresca que se atribuye al taller del maestro Bartolomé, aunque originalmente no se realizó para este lugar. La reja está realizada en un solo haz y en ella se encuentra el escudo de los Vargas. El retablo recuerda el barroco colonial, fue dorado en 1761 por Francisco Gómez de Espinosa.
A continuación, comenzando el lado de la epístola, esta el óleo de Las Vírgenes, atribuido al granadino Pedro Atanasio Bocanegra en la segunda mitad del siglo XVII.
Capilla de la Virgen de los Dolores, presenta un arco apuntado y molduras renacentistas, alberga un retablo barroco con el óleo de la Virgen de los Dolores.
A continuación se sitúa la sacristía catedralicia.
Capilla del Lignum Crucis, en esta se encuentra una pintura del Eccehomo.
Capilla de san Roque.
Capilla de san Ignacio de Loyola, en ella se disponen la pintura del Niño en el templo y una escultura de la Virgen Remediadora.
Capilla de Dorada, la más destacada de la catedral.
Capilla de las Ánimas o de los Viedmas, construida a finales del siglo XIV correspondiente con el segundo periodo gótico, es anterior a la cabecera gótica del templo. En ella destacan la portada de su sacristía y la pila bautismal. La bóveda nervada culmina en la clave con el escudo de armas de los Viedmas. La capilla está cerrada por una reja gótica con, coronación renacentista, que anteriormente cerraba el Altar Mayor.
|                                      |
| Capilla de la Virgen de los Dolores. |

|                            |
| Capilla del Lignum Crucis. |

|                      |
| Cristo de san Roque. |

|                         |
| Capilla de san Ignacio. |

### Capilla Dorada

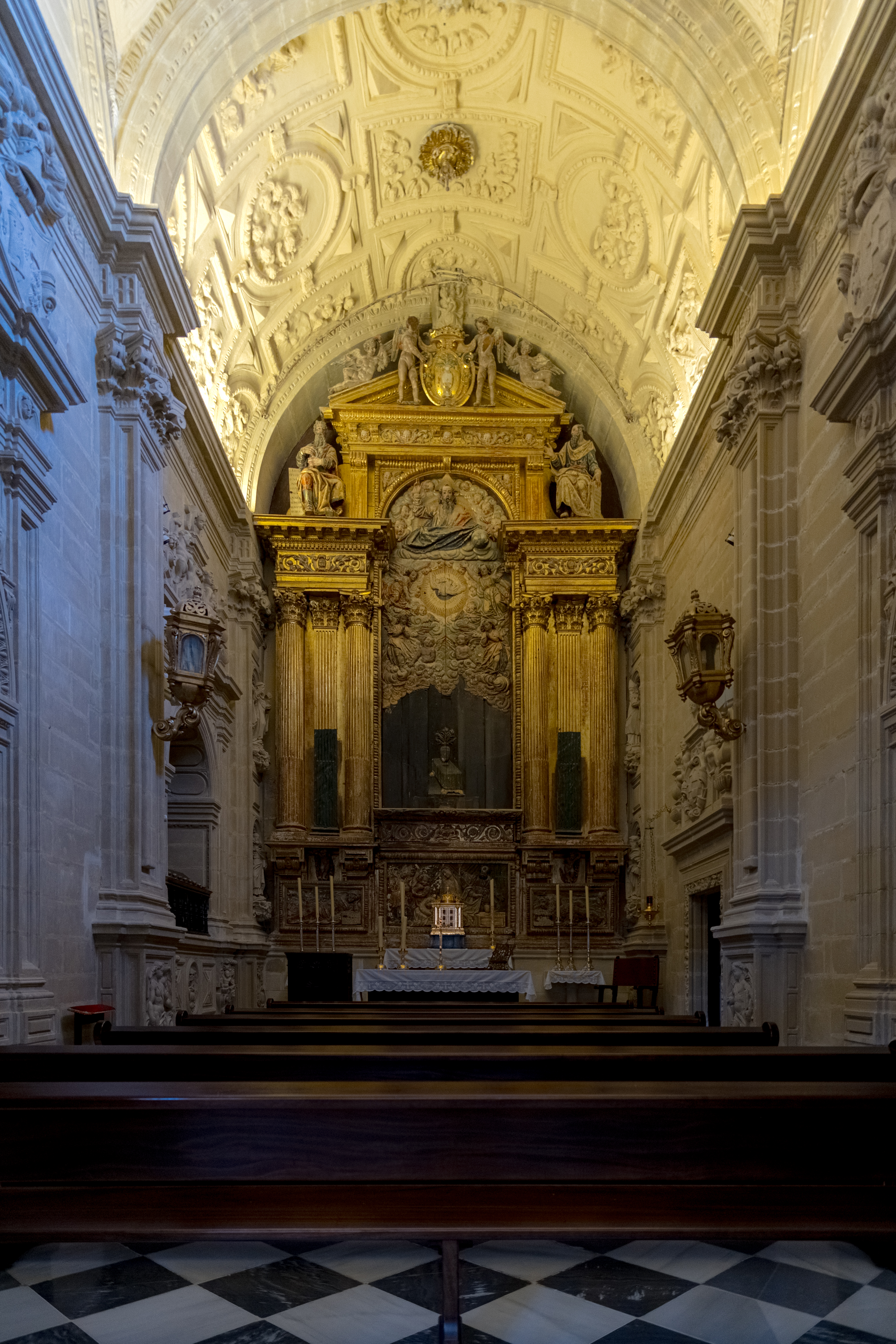
Vista de la capilla Dorada

Diseñada por Andrés de Vandelvira, es la más importante y de mayor entidad artística de la catedral. Fue construida a los pies del templo por escritura otorgada en 1598 por Pedro Muñiz de Molina, deán de la catedral de Lima. La portada es manierista, de medio punto con una ménsula en la clave, se dispone entre pilastras corintias sobre pedestales con adornados con figuras alegóricas. En las enjutas se disponen dos figuras femeninas. Se culmina con un relieve de la Anunciación sobre el entablamento de friso corrido. Sobre este, se dispone un frontón curvo partido con estrías curvas en su tímpano, enmarcado por las imágenes de los profetas Daniel e Isaías con los escudos de Cabrera y Muñiz-Molina. La capilla se cierra con una reja protobarroca de 1621 en la que se observa el escudo de los Cabrera-Godoy.
El interior es de estilo renacentista italiano con un evidente manierismo. Su planta se divide en dos tramos cubriéndose con dos bóvedas, la de la cabecera es cupuliforme sobre pechinas, mientras que la de los pies es de medio cañón con casetones. La decoración de ambas bóvedas es profusa y muy detallada. Existen cuatro capillas hornacinas, destinadas a sepulcros, en los que se ubican altorrelieves y pinturas de la Adoración de los Reyes, la Epifanía y la Adoración de los Pastores, están provistas de una rica decoración, niños con racimos de frutos, trofeos, etc. Una de las hornacinas contiene un sarcófago, en la clave interior del arco aparece el año de 1599. La puerta de la sacristía de la capilla presenta decoración floral y, a modo de copete, se encuentra el escudo de los Godoy acompañado de jarrones y figuras alegóricas.
El retablo es obra de Sebastián de Solís en 1621 de estilo clasicista. Se realizó «siendo patrón D. Laurencio de Cabrera y Godoi, beinte y quatro de las ciudades de Córdoba i Baeza». En los frisos laterales existe una leyenda, «acabóse año de 1621», fecha que se repite en una cartela sobre el altar. Se articula en dos cuerpos sobre banco que se dividen en tres calles por columnas corintias de orden colosal. El banco central presenta el relieve de la Natividad y, los laterales, figuras del Antiguo Testamento. El retablo se remata con el relieve de Dios Padre acompañado del Espíritu Santo rodeado de ángeles. En el centro aparece un jarrón con azucenas, estando desaparecidas las imágenes de la Virgen y el arcángel Gabriel. Junto al altar hay una escultura de la Purísima del siglo XVI que anteriormente se encontraba en el trascoro.
|          |
| Portada. |

|          |
| Retablo. |

|         |
| Bóveda. |

|            |
| Hornacina. |

### Sacristía
Fue construida en el siglo XVII en el espacio que ocupaban otras cuatro capillas, partiendo de una de ellas que se encontraba en el templo y uniéndola a las otras tres que se disponían en la galería este del claustro. La monumental puerta de acceso, la «puerta de san Andrés», de estilo plateresco, fue portada de la antigua capilla y se edificó en el primer tercio del siglo XVI. Presenta cuatro nichos en forma de concha con imágenes. En el muro que la separa del claustro hay una portada mudéjar oculta.
El interior presenta una decoración sencilla, destacando una capilla gótica en el fondo que se cierra con una reja decorada con imágenes de san Cristóbal, quimeras, busto de la Virgen, dragones y un Calvario, entre otros motivos, se atribuye al rejero ubetense Álvarez de Molina. También existen dos tablas góticas del siglo XV que representan a san Pedro y a san Pablo.
|                       |
| Puerta de san Andrés. |

|                        |
| Vista de la sacristía. |

### Reja

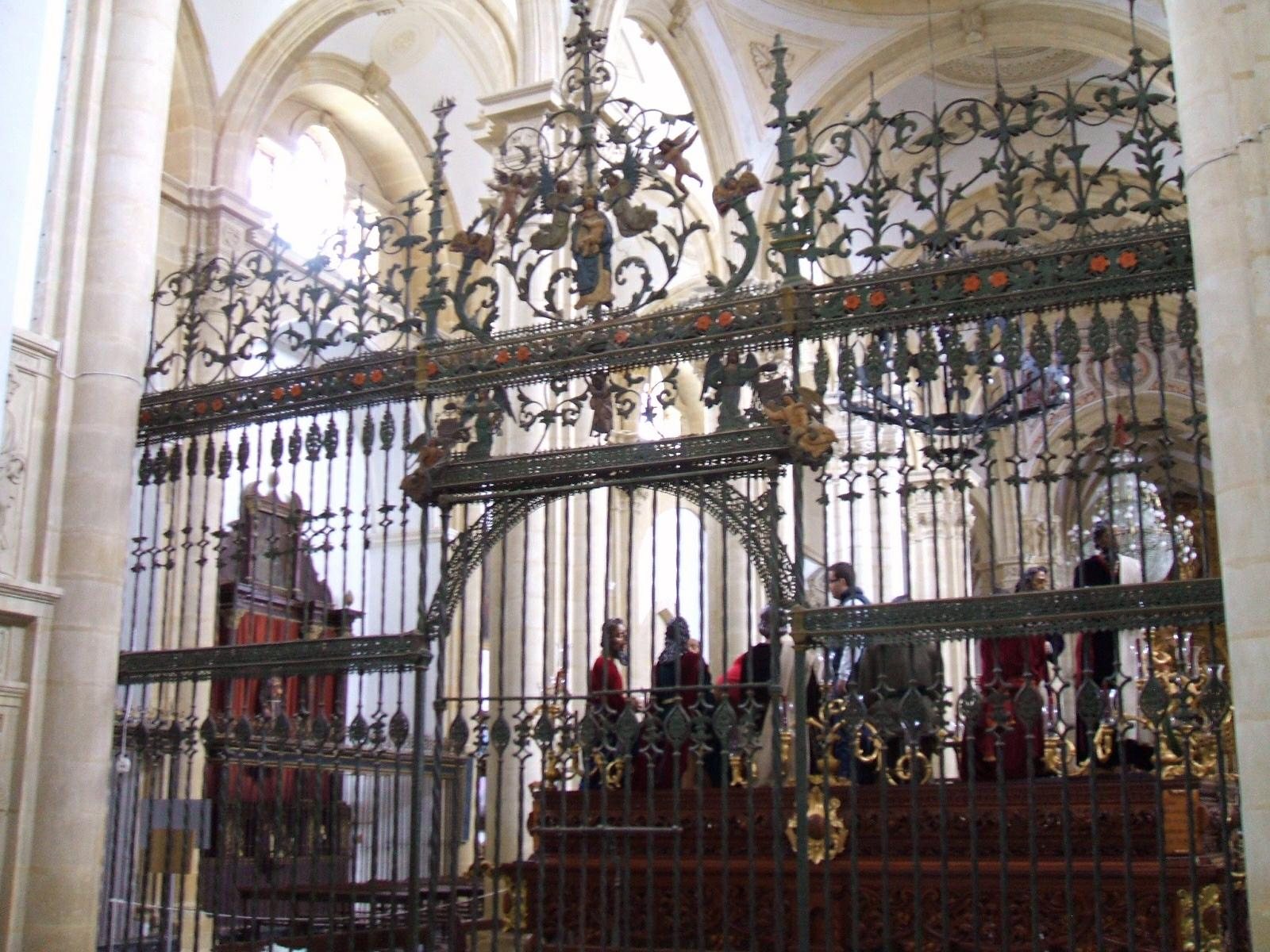
Reja

A los pies de la iglesia se encuentra una reja obra del maestro Bartolomé, ejecutada durante el episcopado de Alonso Suárez de la Fuente del Sauce, cuyo escudo destaca en la obra. La reja presenta dobles relieves, por lo que puede ser vista desde ambos lados, como sucede en la reja de la capilla Real de Granada, también obra del maestro Bartolomé. La reja presenta una profusa decoración iconográfica, sobre todo en el segundo piso, sobre el arco de acceso, en el que aparece la imagen de san Andrés y, a ambos lados, ángeles que sostienen el escudo episcopal. Los ángeles están actitud de volar, con alas puntiagudas, y portan en una mano el cuerno de la abundancia, todo ello, con una destacada policromía. Culminando la reja, en su parte más elevada, aparece la Virgen con el Niño, rodeada de una rica decoración, como el resto de la obra, de calados, encajes, zarcillos, rosetas, ángeles y quimeras. Esta reja cerraba el antiguo coro que fue suprimido en el siglo XX, lo que confirió esbeltez a las naves del templo. La sillería de 1635 es discreta y se encuentra repartida por la nave central y la nave del evangelio.

### Púlpito
Cabe destacar el púlpito catedralicio. Fue realizado en 1580 en chapa repujada y policromada. Presenta un cuerpo hexagonal está decorado con las representaciones de San Pablo, San Andrés, cuatro obispos fundadores, ángeles y el escudo del canónigo que lo donó. En su base, de forma cónica, se representan escenas de la vida de Sansón. Se cree que la decoración cubre un púlpito de madera, más antiguo, en el que predicó san Vicente Ferrer en 1410.
|          |
| Púlpito. |

|                      |
| Detalle del púlpito. |

## Custodia

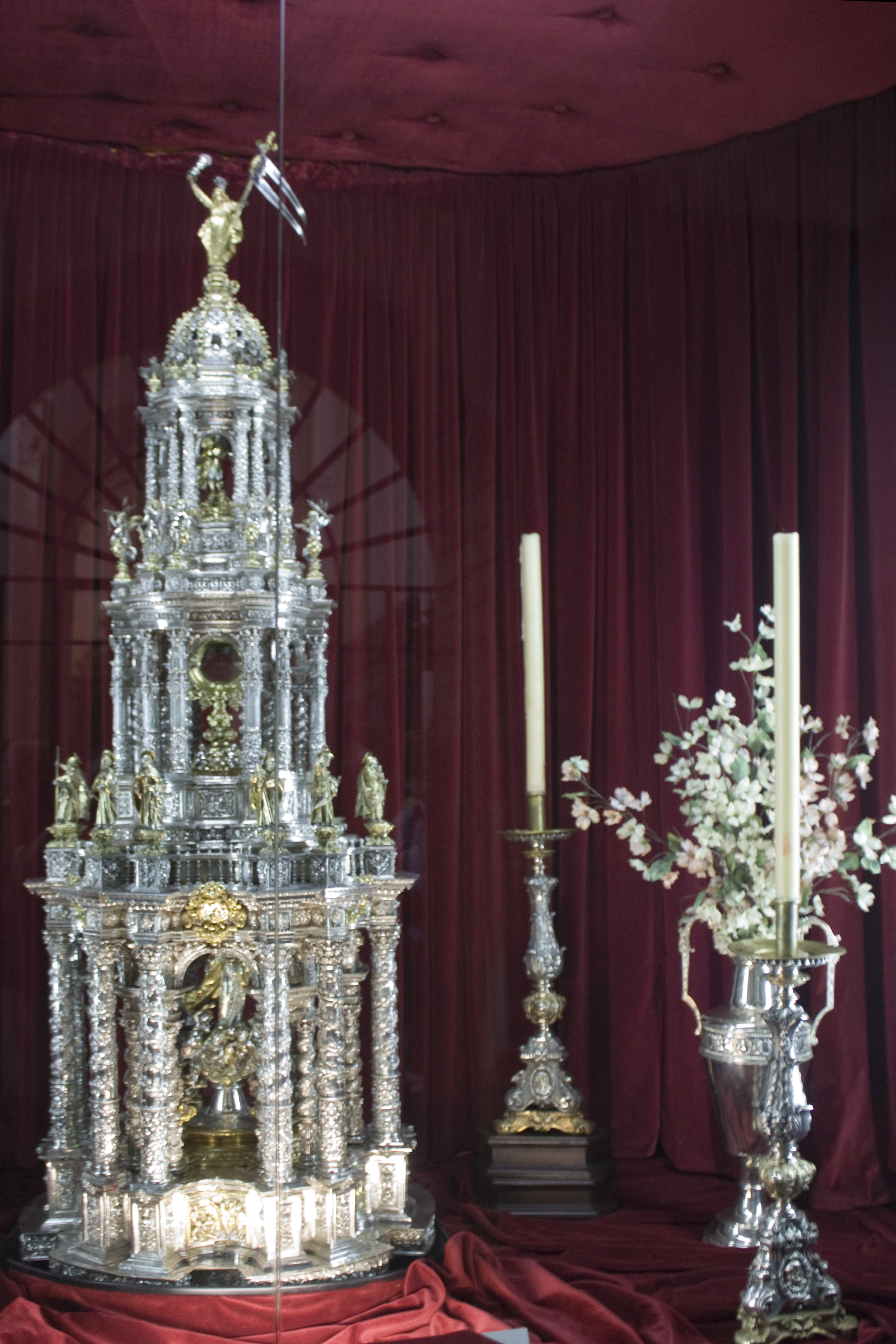
Custodia procesional

La custodia procesional de la catedral está declarada Bien de Interés Cultural, sustituye a una anterior destruida en un incendio originado en la sacristía en 1691. Es obra del orfebre antequerano Gaspar Núñez de Castro, comenzando los trabajos en 1700, en su taller de Antequera, y concluyendo en 1714, tras cuatro años de trabajo en la propia ciudad de Baeza. Fue sufragada principalmente por el canónigo baezano Diego de Cózar Serrano. Está realizada en plata con algunas zonas de cobre, teniendo un coste total de más de 10 745 onzas.
Es de estilo barroco, dividido en tres cuerpos sustentados cada uno por doce pares de columnas muy decoradas, haciendo un total de setenta y dos, siendo salomónicas las interiores y de capitel corintio las exteriores. Tiene una altura total de 2,20 m. Cada cuerpo posee ricos entablamentos, mientras en sus basamentos se despliegan treinta y seis relieves con escenas del Antiguo y Nuevo Testamento, y sobre sus cornisas y balaustradas se encuentran las esculturas de los doce apóstoles (primer cuerpo), veinticuatro ángeles, seis querubines y dieciocho jarroncillos; todo lo cual configura un programa iconográfico de exaltación de la eucaristía.
El cuerpo inferior alberga en su interior una escultura de bulto de la Inmaculada Concepción; el central se reserva para el viril que durante las procesiones contiene la sagrada forma; el superior encierra una escultura del arcángel San Miguel; y la cúpula de remate, calada, gallonada y de perfil apuntado, tiene en su vértice una estatua de la Fe con estandarte en una mano y cáliz sumado de hostia en la otra.

## Claustro

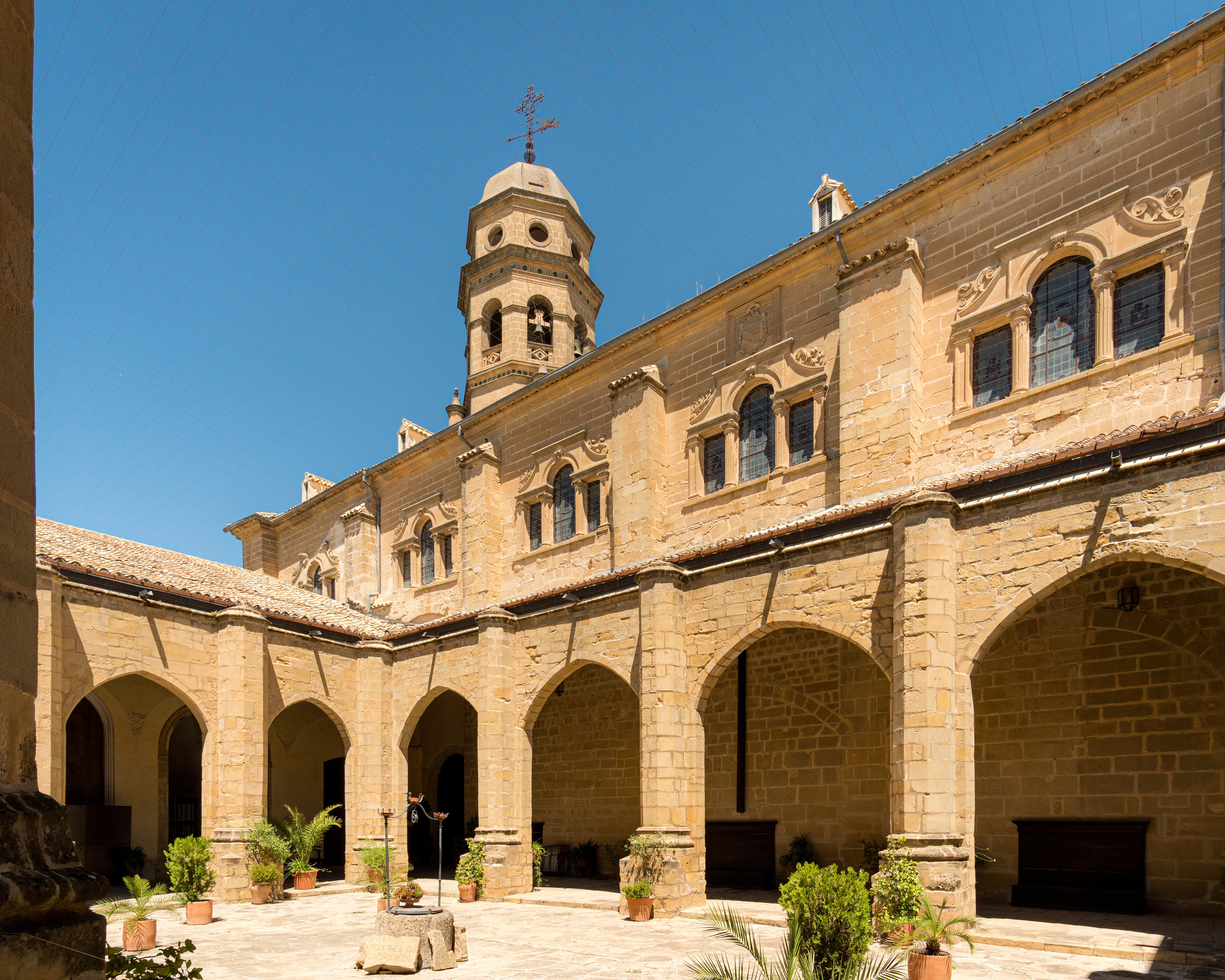
Vista del claustro.

El claustro catedralicio presenta una planta rectangular y un diseño sencillo. Los pórticos de las galerías presentan arcos apuntados con contrafuertes de prisma que le confieren un aspecto de robustez. En el centro se sitúa un pozo.
La galería sur dispone de cinco antiguas capillas abiertas en su muro. La primera de ellas, es de estilo mudéjar, se ubica junto a la puerta del Perdón; la bóveda es de ladrillo y el arco de herradura con yeserías en el interior. La segunda capilla, del mismo estilo, presenta un doble arco de ladrillo, con una enjuta incompleta en su parte superior y las jambas son de piedra y ladrillos alternados; la bóveda vaída es de ladrillo formando círculos concéntricos. La tercera capilla, igualmente mudéjar, es de piedra con arco túmido, bóveda nervada, con dos arcos lobulados y la plementería de ladrillo. La cuarta capilla, es de estilo gótico, presenta una bóveda de crucería con florones policromados y escudos en los arranques y en la clave. La quinta y última capilla de la galería, es mudéjar, con un gran arco apuntado, en se hallan instalados los fondos del archivo catedralicio.

(...) tiene bóveda esquifada de ocho paños, sobre trompas de arco semicircular y arista, con finos nervios. Sobre las trompas hay adornos de yesería morisca, formando atauriques e inscripciones árabes cursivas que repiten la frase "La gloria a Dios" y, además, angelillos, etc.
Descripción de la quinta capilla por Francisco Escolano Gómez.

La galería este, se compone por tres antiguas capillas que en la actualidad ocupa la sacristía, con acceso directo al templo. El claustro se completa al oeste, con una sala capitular, que fue biblioteca del antiguo seminario, y otras dos salas que sirven como museo y en la que se exponen, libros de coro, casullas, cálices, un magnífico alabastro policromado del siglo XVII con talla de la Piedad, entre otros.
|                 |
| Capilla gótica. |

|                  |
| Capilla mudéjar. |

|                 |
| Sala capitular. |